# TIROS–10
TIROS–10 (angol: Television and Infrared Observation Satellite) – televíziós és infravörös megfigyelő műhold. Amerikai katonai/polgári meteorológiai műhold.

## Küldetés
A TIROS Program tesztelte az első űreszközök meteorológiai előrejelzésének hatékonyságát. A műhold programját tekintették az egyik legígéretesebb alkalmazási formának. Felderítő  rendszerével rendkívül sikeres, világméretű adatszolgáltatást biztosított a pontos időjárás-előrejelzéséhez. A sorozat utolsó tagja. A program lehetővé tette előbb az ESSA–program, majd a NIMBUS–program felépítését.
Alapvető cél volt az űreszköz technikai biztonságának javítása (kamerák, sugárzás érzékelő műszerek), amit a szolgálati időben készített képminőségen kívül nem sikerült megvalósítani. A képminőség jelentős javulásának eredményeként az Egyesült Államok Meteorológiai Irodája kezdeményezte, hogy a meteorológiai képeket osszák meg a nemzetközi szervezetekkel.

## Jellemzői
Gyártotta a Radio Corporation of America RCA), a hadsereg fejlesztő laboratóriuma, üzemeltette a NASA–Goddard Space Flight Center (GSFC).
Megnevezései: TIROS–10; Applications (A–2); Tiros B; Television and Infra-Red Observation Satellite (TIROS–10); COSPAR: 1965-051A. Kódszáma: 1430.
1965. július 2-án Floridából, Cape Canaveralból (USAF), az LC–17B (LC–Launch Complex) jelű indítóállványról egy háromlépcsős Thor Delta C hordozórakétával állították alacsony Föld körüli pályára (LEO = Low-Earth Orbit). Az orbitális egység pályája 100,1 perces, 98,8 fokos hajlásszögű, elliptikus pálya perigeuma 722 kilométer, az apogeuma 807 kilométer volt.
Forgás stabilizált (8-12 rpm), stabilitását a beépített gázfúvókák segítették. Alkalmazták a Föld központú mágneses orientálás lehetőségét. Beépítettek egy elektromos órát, hogy ellenőrizzék a képek készítésének idejét, valamint a mágneses orientáció rendszert. Formája 18 oldalú prizma, henger alakú, átmérője 107, magassága 56 centiméter, tömege 127 kilogramm. Az űregység alumínium ötvözetből és rozsdamentes acélból készült. Az űreszköz felületét 9200 napeleme lapocska borította, éjszakai (földárnyék) energia ellátását 21 nikkel-kadmium akkumulátorok biztosították. Kettő kamerájával nagy felbontású képeket készítettek. Javították az objektívek felbontási képességét, csökkentve a torzítások mértékét. A képek (400) összeillesztésével elkészült a Föld teljes időjárásának pillanatnyi állapota. Technológiai elhelyezéssel képalkotó képességüket tovább stabilizálták.  Fényképeit az elektromágneses spektrum különböző hullámhosszain, főleg látható és infravörös hullámhosszon végezte. A felhőkön és felhőrendszereken kívül megfigyelte a városok fényszennyezéseit, a környezetváltozásait, tüzeket, homok- és porviharokat, hó- és jégtakarót, óceáni áramlatokat és más környezeti folyamatokat. Mágneses magnó tárolta a képeket, földi parancsra a vevőállomásokra visszajátszotta. Telemetriai kapcsolatot négy rúdantennával biztosították. Napi 400, összesen 79 874 képet biztosított.
1967. július 31-én 730 nap (2 év) után kikapcsolták, befejezte aktív szolgálatát.

## Külső hivatkozások
- TIROS–10. nasa.gov. [2014. december 9-i dátummal az eredetiből archiválva]. (Hozzáférés: 2014. február 25.)
- TIROS–10. lib.cas.cz. [2013. október 13-i dátummal az eredetiből archiválva]. (Hozzáférés: 2014. február 25.)
- TIROS–10. nasa.gov. (Hozzáférés: 2014. február 25.)
- TIROS–10. skyrocket.de. (Hozzáférés: 2014. február 25.)
- TIROS–10. webcitation.org. (Hozzáférés: 2014. február 25.)[halott link]

| Elődje: TIROS–9 | TIROS-program 1960–1965 | Utódja: ESSA–1 |